# Queen I Tour
Queen I Tour fu la prima tournée del gruppo rock britannico Queen, svoltasi tra il 1973 e il 1974 e legata alla promozione del loro primo album, Queen. Il loro secondo tour, che si tenne nel 1974, fu il Queen II Tour.
La tappa australiana fu una presenza al festival di Sunbury, non collegata direttamente alla tournée.

## Date
| Concerti                              | Concerti                                  |
| ------------------------------------- | ----------------------------------------- |
| 13-09-1973 Londra, Regno Unito        | 26-11-1973 Manchester, Regno Unito        |
| 13-10-1973 Bonn, Germania             | 27-11-1973 Birmingham, Regno Unito        |
| 14-10-1973 Lussemburgo, Lussemburgo   | 28-11-1973 Swansea, Regno Unito           |
| 20-10-1973 Londra, Regno Unito        | 29-11-1973 Bristol, Regno Unito           |
| 26-10-1973 Londra, Regno Unito        | 30-11-1973 Bournemouth, Regno Unito       |
| 02-11-1973 Londra, Regno Unito        | 01-12-1973 Southend, Regno Unito          |
| 12-11-1973 Leeds, Regno Unito         | 02-12-1973 Chatham, Regno Unito           |
| 13-11-1973 Blackburn, Regno Unito     | 06-12-1973 Cheltenham, Regno Unito        |
| 15-11-1973 Worcester, Regno Unito     | 08-12-1973 Liverpool, Regno Unito         |
| 16-11-1973 Lancaster, Regno Unito     | 14-12-1973 Londra, Regno Unito (1ª parte) |
| 17-11-1973 Liverpool, Regno Unito     | 14-12-1973 Londra, Regno Unito (2ª parte) |
| 18-11-1973 Hanley, Regno Unito        | 28-01-1972 Bedford, Regno Unito           |
| 19-11-1973 Wolverhampton, Regno Unito | 15-12-1973 Leicester, Regno Unito         |
| 20-11-1973 Oxford, Regno Unito        | 21-12-1973 Taunton, Regno Unito           |
| 21-11-1973 Preston, Regno Unito       | 22-12-1973 Peterborough, Regno Unito      |
| 22-11-1973 Newcastle, Regno Unito     | 28-12-1973 Liverpool, Regno Unito         |
| 23-11-1973 Glasgow, Regno Unito       | 27-01-1974 Sunbury, Australia             |
| 25-11-1973 Edimburgo, Regno Unito     |                                           |

## Scaletta principale
1. Procession
2. Father To Son
3. Son And Daughter
4. Ogre Battle
5. Hangman
6. Keep Yourself Alive
7. Liar
8. Jailhouse Rock
9. Shake Rattle And Roll
10. Stupid Cupid
11. Be Bop A Lula
12. Jailhouse Rock (Reprise)
13. Big Spender
14. Bama Lama Bama Loo